# アレンビー・ビアズリー
アレンビー・ビアズリーはアニメ『機動武闘伝Gガンダム』に登場する架空の人物である。担当声優は日高奈留美。

## 人物
- 国籍:ネオスウェーデン
- 生年月日:F.C43年7月24日[1]
- 星座:獅子座[1]
- 年齢:17歳[1]
- 身長:155cm[1]
- 体重:45kg[1]
- スリーサイズB82・W50・H81
- 血液型:O型[1]
- 特技:軍隊式格闘術[1]
- 趣味:コンピューターゲーム（格闘ゲーム[2]）、映画鑑賞[1]

初登場は第30話「美少女ファイター! デンジャラス・アレンビー」。ネオスウェーデン代表。本職のファイターに限れば本作唯一の女性ガンダムファイターである。宇宙軍少尉。幼少時に両親を亡くしており、軍の施設でガンダムファイターとしての英才教育を受けてきた。しかし、自身が国家の栄光を導く道具としか思われていないことに反発心を抱いており、理解者のいない孤独な境遇とメンタル面までをも詳細に管理される生活への嫌気も相まって初登場当初はグレていた。似た境遇のドモンと出会い、拳と拳でぶつかり合ったことである種の絆が芽生えると共に年頃の女の子らしい明るい性格が表に出るようになる。(それはドモンに対するレインの思いを揺るがせる一因ともなった)。服装はボーイッシュだが、性格はいたって女の子らしい。劇中では、肉まんをよく食していた。一人称は「あたし」。
ファイティングスーツは青と赤を基調とした、バトルヒロイン風のデザインの物を着用。胸部のリボンはスーツを装着すると同時に光となって出現する。
天才的な戦闘センスの持ち主であり、軍隊式格闘術に新体操の柔軟な動きを取り入れた戦い方を戦闘スタイルとしている。

## 劇中での活躍
無名のファイターだったアレンビーは、優勝候補であるアルゴのボルトガンダムをバーサーカーシステムにより48秒で破り、一躍注目を浴びる。その夜、ネオホンコンのゲームセンターで体感格闘ゲーム『バトル兄貴2』で遊んでいたところに現れたドモンとゲームの限界反応を超えた戦いを繰り広げたことから、彼とガンダムファイトでの決着を望むようになる。ドモンのゴッドガンダムとのファイトではホルベインにバーサーカーシステムを発動されてしまうが、ドモンの魂の拳を受けて正気に戻り、バーサーカーシステムは破壊される。敗れた後はドモンとともに行動するようになる。
それ以降、しばしば訓練につきあったり休息時間を一緒に過ごしたりしながら、ドモンに好意を寄せるようになる。また、ドモンと組むタッグマッチにも2回出場している。
アルゴのボルトガンダムとアンドリュー・グラハムのランバーガンダムによるタッグマッチの際にはドモンと協力して立ち向かうが、修復されたバーサーカーシステムをウォン・ユンファに悪用されて暴走し、グラハムを再起不能にしたうえで倒れる。その後は病院に搬送されるが、これはウォンによる偽装であり、アレンビーをデビルガンダムの生体ユニットに据えるためであった。この際、ヘリに乗せられるのを見ていたレインが事の真相に気付けなかった責任を追及され、ドモンから離れてしまうこととなる。
デビルガンダムの生体ユニットとなったことでDG細胞に感染して暴走状態となり、ランタオ島にてドモンに襲いかかるが、そこに突如現れたレインのライジングガンダムと戦う。アレンビーはノーベルガンダムがウォルターガンダムに変貌し、バーサーカーシステムが切れても暴走し続けるが、レインが零距離から放ったライジングアローで撃破され、レインの父ミカムラ博士の手によってDG細胞を除去された。入院中にドモンが見舞いに来た際には、ネオジャパンコロニーへ帰ってしまったレインに会いに行くよう、迷っていたドモンの背中を押す。
シャッフル同盟の仲間の後押しも受けて宇宙に向かったドモンはデビルガンダムによって地球ともども窮地に追い込まれるが、アレンビーは復帰直後であるにもかかわらずノーベルガンダムで出撃し、デビルガンダムの触手を攻撃してドモンたちを救う。また、ドモンがデビルガンダムに取り込まれたレインに拒絶されて絶望した際には、レインの閉ざされた心を開くための鍵が愛の告白にあるとアドバイスすると共にドモンへの思いに対しても決着を付け、2人のために身を引いた。
その後、デビルガンダムを倒してレインを救い出したドモンの凱旋を、キラル・メキレルのマンダラガンダムと協力して宇宙へ描いたハートマークで祝福した。
なお、総監督の今川泰宏によれば、DG細胞感染時のアレンビーが他の感染者のように皮膚がうろこ状にならなかったのは、「不気味になるから描きたくなかった」とのこと。

### ガンダムファイト歴
- 決勝大会
  - ○ボルトガンダム
  - ×ゴッドガンダム
  - ○スカルガンダム&アシュラガンダム
  - ○ボルトガンダム&ランバーガンダム

## 主な搭乗機
- GF13-050NSW ノーベルガンダム
- ウォルターガンダム

## テーマソング
アレンビーの初恋
作詞 - 浅田有理、作曲・編曲 - 岸村正実、歌 - 日高奈留美

## 評価
『がんばれ!ドモンくん ガンダムパーティ』の人気投票でレインと投票数（結果は7位）が全く同じだった事がある。
『愛と戦いのロボット 完全保存版』で発表されたアンケート「みんなで選ぶロボットアニメーションベスト100」では、「一番お気に入りのヒロインは？」で第34位にランクインした。

## 余談
- 名前の由来は『新スタートレック』に登場したアレンビー少尉から[6][7]。